# Привільне (Новобогданівська сільська громада)
Приві́льне — село в Україні, у Мелітопольському районі Запорізької області. Входить до складу Новобогданівської сільської громади. Населення становить 164 осіб.

## Географія
Село Привільне знаходиться на відстані 1 км від села Першостепанівка та за 3 км від села Новобогданівка. Поруч проходить автомобільна дорога М18 (E105).

## Населення

### Мова
Розподіл населення за рідною мовою за даними перепису 2001 року:
| Мова       | Кількість | Відсоток |
| ---------- | --------- | -------- |
| російська  | 150       | 91.46%   |
| українська | 14        | 8.54%    |
| Усього     | 164       | 100%     |

## Назва
На території України — 22 населених пункти з назвою Привільне.

## Історія
- 1920 — дата заснування.
- У 2004 році село постраждало від вибухів на військових складах в Новобогдановке.[2]
- У 2008 році Привільне було газифіковане.[3]
- До 2017 року було у складі Новобогданівської сільської ради.